# 和田八束
和田 八束（わだ やつか、1934年3月10日 - ）は、日本の経済学者。立教大学名誉教授。専門は、財政学・税制論。東京都生まれ。

## 経歴
- 1934年3月10日：東京市牛込区早稲田町（現・東京都新宿区）生まれ
- 1940年4月：京都府与謝郡宮津町に転居、宮津尋常高騰小学校尋常科入学
- 1945年8月：京都府天田郡下六人部村に転居、下六人部小学校に転校
- 1946年4月：京都府立福知山中学校入学
- 1948年9月：学制改革で京都府立福知山高等学校併設中学校に移管
- 1949年4月：京都府立福知山高等学校に編入
- 1952年3月：京都府立福知山高等学校卒業
- 1952年4月：静岡大学文理学部入学
- 1956年3月：静岡大学文理学部卒業
- 1957年4月：立命館大学大学院経済学研究科修士課程入学（指導教官：藤谷謙二）
- 1959年3月：立命館大学大学院経済学研究科修士課程修了
- 1959年4月：京都短期大学助手
- 1961年4月：京都短期大学専任講師
- 1962年4月：国民経済研究協会研究員
- 1967年4月：立教大学経済学部助教授
- 1973年4月：立教大学経済学部教授
- 1992年9月：「租税特別措置：歴史と構造」で立教大学経済学博士
- 1999年3月：立教大学定年退職、立教大学名誉教授
- 1993年4月：関東学院大学教授
- 2003年3月：関東学院大学定年退職

## 著書

### 単著
- 『現代租税論』（日本評論社、1970年）
- 『現代日本の地方財政』（日本評論社、1970年）
- 『日本の国家財政』（日本評論社、1972年）
- 『税は公平か：福祉社会の税金を考える』（日本経済新聞社［日経新書］、1974年）
- 『福祉型財政の条件：財政危機と自治体財政の改革』（学陽書房［現代の自治選書］、1976年）
- 『租税政策の再検討：現代日本の税制改革』（文真堂、1976年）
- 『日本財政論』（日本評論社、1979年）
- 『財政危機の克服：もう一つの行財政改革論』（東洋経済新報社［東経選書］、1982年）
- 『日本の税金』（日本評論社、1984年）
- 『租税政策の新展開：財政改革と税制改革』（文真堂、1986年）
- 『日本の税制：総点検と新時代への選択』（有斐閣［有斐閣選書］、1988年）
- 『財政学要論』（文真堂、1991年）
- 『租税特別措置：歴史と構造』（有斐閣、1992年）
- 『税制改革の理論と現実』（世界書院、1997年）

### 共著
- （井上周八・久保田順）『現代日本経済の批判』（文真堂、1974年）
- （長洲一二）『経済』（一橋出版、1987年）

### 編著
- 『現代財政の理論と構造』（世界書院、1983年）
- 『地方分権化と地方税財政』（日本評論社、1993年）

### 共編著
- （早川和男・西川桂治）『住宅問題入門』（有斐閣［有斐閣双書］、1968年)
- （吉岡健次）『現代地方財政論』（有斐閣［有斐閣双書］、1975年）
- （下山瑛二・水本浩・早川和男）『住宅政策の提言』（ドメス出版、1979年）
- （鵜川多加志）『現代の財政』（世界書院、1990年）
- （野呂昭朗）『現代の地方財政』（有斐閣、1992年）
- （岸本重陳・藤田光三・古宇田謙・金子茂夫）『最新経済』（一橋出版、1996年）
- （星野泉・青木宗明）『現代の地方財政（第3版）』（有斐閣、2004年）

### 還暦記念論文集
- 和田八束先生還暦記念論文集編集委員会編『現代の財政と税制：21世紀への税財政構想』（文眞堂、1994年）

## 参考
- Ｊ－ｇｌｏｂａｌ